# الاستعراض الشامل في علم الغذاء وسلامته
الدراسات الاستعراضية الشاملة في علم الغذاء والسلامة الغذائية  إنجلترا عبارة عن دورية علمية تخضع لاستعراض الأقران متوفرة على شبكة الانترنت تُنشر من قبل معهد خبراء تكنولوجيا الاغذية (شيكاغو، إلينوي) الذي أُسس عام 2002. وتركز المجلة بشكل رئيسي على علم الغذاء وسلامة الغذاء. وهذا يشتمل على كل من التغذية وعلم الوراثة وعلم الأحياء الدقيقة الغذائي، وكيمياء الغذاء، والتاريخ ، إضافة إلى الهندسة الغذائية.

## المحررون
كان أول رؤساء تحرير المجلة ديفيد آر. لاين باك أو بالإنكليزية David R. Lineback من (جامعة ميريلاند، كوليج بارك) وقد تولى ذلك المنصب منذ عام 2002 حتى عام 2004. في حين عمل آر. بول سينغ بالإنكليزية R. Paul Singh (جامعة كاليفورنيا، ديفيس) كمحرر بين عامي 2004 و 2006. ومنذ عام 2006 يتم تحرير المجلة من قبل مانفريد كروجر وبالإنكليزية Manfred Kroger (جامعة ولاية بينسلفانيا).

## وصلات أخرى
- الموقع الرسمي